# Duopsoni
El duopsoni (del grec (dúo) "dos"+ (opsōnia) "compra") és una situació de mercat en la que hi ha únicament dues grans empreses compradores d'un únic producte o servei. Aquests participants poden exercir gran influència sobre els venedors amb l'objectiu de disminuir els preus de mercat.
Per exemple, imaginem un poble que únicament té dos restaurants operatius. Ara bé, el restaurant podrà oferir salaris més baixos als cambrers i als xefs degut a la relativa facilitat dels restaurants per trobar nous empleats. Per tant, tant els cambrers com els xefs es veuen en l'obligació d'acceptar aquest baix salari si no volen perdre el seu treball. Això ens demostra que aquestes dues empreses duopsonistes, a més a més, poden exigir salaris més baixos.